# Sound (Cheshire)
Sound è un villaggio e parrocchia civile dell'Inghilterra, appartenente alla contea del Cheshire.